# Palacio de los condes de Atarés
El Palacio de los condes de Atarés es un palacio construida en el siglo XV, ubicada el municipio zaragozano de Pinseque. 

## Historia
El palacio ha estado habitado desde 1466 en que era señorío de los Ximénez de Cerdán, hasta 1948 con la familia Belaza (1948). En la actualidad está destinado a uso público albergando aulas, talleres, videoteca y cafetería en el cuerpo central y destinándose el cuerpo lateral a residencia de ancianos.

## Descripción
Se trata de en palacio del siglo XV que en la actualidad se encuentra totalmente restaurado y en uso. En la fachada principal presenta dos potentes torres que flanquean la fachada y que en la base acentúan su pasado defensivo por estar construidas en talud. Es probable que en el pasado estuviera separado de la población con un foso defensivo y que contara con otras dos torres que hoy en día no existen.